# Foix Johanna armagnaci grófné
Foix Johanna (1454 után – Pau, 1476. február 10. után ), születése jogán navarrai királyi hercegnő, házassága révén armagnaci grófné, a Foix(-Grailly)-ház tagja. Candale-i Anna magyar királyné nagynénje.

## Élete
Édesapja IV. Gaston foix-i gróf, I. Jánosnak, Foix grófjának és Albret Johannának a fia. Édesanyja I. Eleonóra navarrai királynő, II. János aragóniai király és I. Blanka navarrai királynő leánya.
Johanna 1469. augusztus 19-én Lectoure-ban feleségül ment anyja elsőfokú unokatestvéréhez, V. János armagnaci grófhoz. Ugyanis édesanyjának, I. Eleonóra királynőnek az anyja, Johanna nagyanyja, I. Blanka navarrai királynő és V. János gróf anyja, Évreux-i Izabella navarrai infánsnő édestestvérek voltak. I. Blanka királynő és Izabella infánsnő is III. (Nemes) Károly navarrai királynak és Trastamarai Eleonóra kasztíliai infánsnőnek voltak a leányai. Házasságukból egy halva született leány származott 1473 áprilisában férje halála után.

## Gyermeke
- Férjétől, V. János (1420–1473) armagnaci gróftól, 1 leány:
  - N. (leány) (1473 április – 1473. április) armagnaci grófnő, utószülött